# Stictopisthus delicatus
Stictopisthus delicatus là một loài tò vò trong họ Ichneumonidae.